# Aspidogyne gigantea
Aspidogyne gigantea là một loài thực vật có hoa trong họ Lan. Loài này được (Dodson) Ormerod mô tả khoa học đầu tiên năm 2005.